# Phrynosoma braconnieri
Espèce
Statut de conservation UICN

 LC  : Préoccupation mineure
Phrynosoma braconnieri est une espèce de sauriens de la famille des Phrynosomatidae.

## Répartition
Cette espèce est endémique du Mexique. Elle se rencontre dans les États de Puebla et d'Oaxaca.

## Description

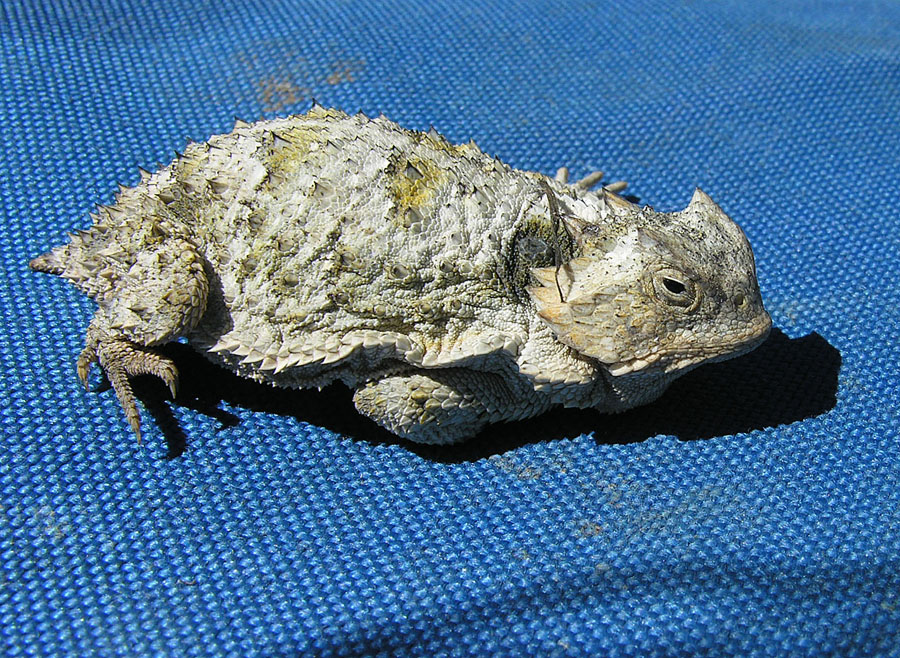

C'est un lézard est terrestre et vivipare.

## Étymologie
Cette espèce est nommée en l'honneur de Séraphin Braconnier.

## Publication originale
- Duméril & Bocourt, 1870 : Observations sur les reptiles et les batraciens de la Région Centrale de l’Amérique in Recherches Zoologiques pour servir à l'Histoire de la Faune de l'Amérique Centrale et du Mexique. Mission Scientifique au Mexique et dans l'Amérique Centrale, Recherches zoologiques. Part 3, sect. 1. in Duméril, Bocourt & Mocquard, 1870-1909, Études sur les reptiles, vol. 2-15, p. 33-860.